# Малые Люльпаны
Малые Люльпаны (мар. Нужмучаш) — деревня в Медведевском районе Республики Марий Эл. Входит в состав Нурминского сельского поселения.

## География
Находится на расстоянии приблизительно 18 км по прямой на северо-запад от города Йошкар-Ола.

## История
Известна с 1723 года как деревня Люльпаны с 8 жилыми домами, где числилось 36 мужских душ, по национальности — мари. В 1763 году здесь (Люльпан Ближний) жил 31 человек, в 1795 году (Малый Люльпан) 9 дворов и 56 жителей. В 1859 году 19 дворов и 83 жителя, в 1895 — 104 жителя, в 1914 — 138 жителей. С 1973 года включает в свой состав бывшую деревню Чапаево. В советское время работали колхозы «Звезда» и имени Ленина.

## Население
Население составляло 104 человека (марийцы 86 %) в 2002 году.
| 2010 | 2011 | 2013 | 2021 |
| ---- | ---- | ---- | ---- |
| 96   | ↗127 | ↘115 | ↗116 |